# 대학로 유니플렉스
대학로 유니플렉스는 서울 특별시 종로구 대학로에 있는 극장이다. 1 관 (Red 600 석), 2 관 (Blue 300 석), 3 관 (Green 200 석)이있다.